# Стратигос, Симеон
Симеон Стратигос (греч. Συμεών Φίλιππος Στρατηγός -Симеон Филиппос Стратигос итал. Simone Filippo Stratico, хорв. Simun Stratik; 1733—1824) — греко-итальянский математик и учёный, специализировавшийся в морских науках, живший в 18-м и 19-м веках в итальянских городах Падуя и Павия.

## Биография
Симеон Филиппос Стратигос родился в греческой семье в 1733 году, в городе Зара (сегодняшний Задар в Хорватии), региона Далмация, которым тогда владела Венецианская республика. Его семья происходила из города Кандия, остров Крит и нашла убежище в Далмации после завоевания острова османами (Турецко-венецианская война (1645—1669)) в 1669 году.
Ещё в молодом возрасте, Симеон и его брат поступили в Падуанский университет, где преподавал их дядя, Антониос Стратигос, который в силу своей греческой образованности был одновременно и директором греческой школы, основанной в Падуе в 1648 году македонянином Коттуниос, Иоаннисом (греч. Κωττούνιον Ἑλληνομουσεῖον).
Симеон Стратигос окончил медицинский факультет Падуанского университета, где в возрасте 25 лет стал профессором.
Стратигос был членом делегации, которую отправила Венеция в Англию в 1761 году, чтобы поздравить нового короля  Георга III . Стратигос остался в Англии на несколько лет, чтобы продолжить свою учёбу и стал членом нескольких академий, включая Лондонское королевское общество. На Стратигоса во время его пребывания в Англии большое впечатление произвёл Королевский военно-морской флот Великобритании своими размерами и экономической мощью. Вскоре он вернулся в Падую, где заменил Giovanni Poleni на кафедре Математики и Навигации. С этой своей должности он глубоко изучил водный режим Венецианской республики, сотрудничая в разных гидравлических проектах. Он принял участие в очистке долины города Верона и в регулировании вод рек Брента и Баккильоне. В 1786 году он стал членом итальянской Академии сорока.
С упразднением Венецианской республики в 1801 году он был приглашён преподавать морские науки в Университет Павии, где одновременно он также изучал физику с Вольта, Алессандро. Королевство Италия (наполеоновское) назначило Стратигоса Генеральным инспектором мостов и дорог, и среди других своих должностей Стратигос был президентом Академии изящных искусств и Научного института Ломбардии в Милане. В знак признания его деятельности, он был избран сенатором в 1809 году. Он получил несколько международных наград, включая титул рыцаря и Орден Почётного легиона и Орден Железной короны. Австрийский император Франц II наградил его крестом ордена Леопольда, и титулом Профессор Эмерит университетов Падуи и Павии. Симеон Стратигос умер в Милане 16 июля 1824 года.

## Работы
Наиболее важный научный вклад Стратигоса отмечается в физике, гидравлике и теории корабля и судостроения. Из его примерно 35 работ, следует отметить (в хронологическом порядке):
- Сборник гидростатики и гидравлики — Raccolta di proposizioni d’idrostatica e d’idraulica, Padova 1773
- Теория строительства и эксплуатации судов — Teoria compita della costruzione e del maneggio dei bastimenti (traduzione annotata dell’opera in francese di Eulero), Padova 1776
- Элементы гидростатики и гидравлики — Elementi d’idrostatica e d’idraulica, Padova 1791
- Морской итало-англо-французский словарь- Vocabolario di marina nelle tre lingue Italiana, Inglese e Francese, Milano, 1813—1814
- Морская библиография — Bibliografia di marina, Milano 1823